# ديكستر الغامض الحالم
ديكسترالغامض الحالم هي رواية من تأليف جيف ليندسي عام 2004, وهي الأولى من سلسة الكتب الخيالية عن القاتل التسلسلي ديكستر مورغان . لقد شكَّلت هذه الرواية اساس المسلسل الحاصل على جائزة الدايلس (2005) ديكستر.

## خلفية القصة
تدور القصة حول بطلها: ديكستر مورغان الذي يعمل في مركز شرطة مقاطعة ميامي (فلوريدا) كمحلل تساقط بقع دم. وفي وقت فراغه، يعمل كقاتل تسلسلي يقتل القتلة، والمغتصبين، وغير المحبذين الذي يعتقد انهم هربوا، أو يهربون، أو سيهربون من العدالة.
يبرر ديكستر أعماله على انها سبب صوته الداخلي الذي يسميه «الراكب المظلم» (بالإنجليزية:Dark Passenger) . وهذا الراكب المظلم يحث ديكستر على ان يشبع رغباته في القتل، وعندما يفعل، تهدأ هذه الرغبة لفترة وجيزة. ولكنها دائما ما تعود.